# Tayloria laciniata
Tayloria laciniata là một loài rêu trong họ Splachnaceae. Loài này được Spruce mô tả khoa học đầu tiên năm 1860.